# Cappella de’ Picenardi
Cappella de' Picenardi – miejscowość i gmina we Włoszech, w regionie Lombardia, w prowincji Cremona.
Według danych na rok 2004 gminę zamieszkiwały 424 osoby, 30,3 os./km².